# Festival du film de Sundance 2010
Le Festival du film de Sundance 2010, 26e édition du festival (26th Sundance Film Festival) organisé par le Sundance Institute, s'est déroulé du 21 au 31 janvier 2010 à Park City (Utah).

## Récompenses attribuées
- Grand Jury Prize: Documentary : Restrepo
- Grand Jury Prize: Dramatic : Winter's Bone
- World Cinema Jury Prize: Documentary : La Chapelle Rouge (da)
- World Cinema Jury Prize: Dramatic : Animal Kingdom
- Audience Award: U.S. Documentary, Presented by Honda : Waiting for Superman
- Audience Award: U.S. Dramatic, Presented by Honda : Happythankyoumoreplease
- World Cinema Audience Award: Documentary : Wasteland
- World Cinema Audience Award: Dramatic : Contracorriente
- Best of NEXT Presented by YouTube : Homewrecker
- U.S. Directing Award: Documentary : Smash His Camera (en)
- U.S. Directing Award: Dramatic : 3 Backyards (en)
- World Cinema Directing Award: Documentary : Space Tourists
- World Cinema Directing Award: Dramatic : Southern District
- Waldo Salt Screenwriting Award : Winter's Bone
- World Cinema Screenwriting Award : Southern District
- U.S. Documentary Editing Award : Joan Rivers: A Piece of Work (en)
- World Cinema Documentary Editing Award : Un film inachevé
- Excellence in Cinematography Award: U.S. Documentary : The Oath
- Excellence in Cinematography Award: U.S. Dramatic : Obselidia
- World Cinema Cinematography Award: Documentary : His and Hers
- World Cinema Cinematography Award: Dramatic : The Men Next Door
- Jury Prize in U.S. Short Filmmaking : Drunk History
- International Jury Prize in Short Filmmaking : Born Sweet, Can We Talk?, Cómo conocí a tu padre, Dock Ellis & The LSD No-No, Quadrangle, Rob And Valentyna In Scotland, Young Love
- Prix Alfred P. Sloan : Obselidia
- U.S. Documentary Special Jury Film Prize : Gasland
- World Cinema Documentary Special Jury Prize : Enemies of the People (en)
- World Dramatic Special Jury Prize for Breakout Performance : Tatiana Maslany dans Grown Up Movie Star (en)